# Susan Dunklee
Susan Dunklee (* 13. Februar 1986 in Newport) ist eine ehemalige US-amerikanische Biathletin. Sie debütierte 2011 im Biathlon-Weltcup und stieg in den 2010er Jahren zur erfolgreichsten Athletin ihres Landes auf. Als erste US-Amerikanerin gewann sie 2017 mit Silber im Massenstart und 2020 mit Silber im Sprint Medaillen bei Biathlon-Weltmeisterschaften.

## Leben
Susan Dunklee ist Tochter von Stan Dunklee und Nichte von Everett Dunklee, beide frühere Olympiateilnehmer im Skilanglauf für die USA. Nach dem Abschluss ihres Ökologie-Studiums am Dartmouth College 2008 zog Dunklee nach Lake Placid und trat dort dem US-amerikanischen Biathlon-Entwicklungsprogramm bei. Später kehrte sie in ihren Heimatstaat Vermont zurück und wurde 2010 Mitglied des Craftsbury Green Racing Projects, dem unter anderem auch ihre Nationalmannschaftskollegin Clare Egan angehört. 
Ihre Trainingszeit teilte Dunklee zwischen Craftsbury und Lake Placid als Hauptsitz des US-Teams auf. Ab Juni 2021 engagierte sie sich als Athletenbotschafterin der Internationalen Biathlon-Union für Geschlechtergerechtigkeit. Mit Blick auf ihr angekündigtes Karriereende nach den Olympischen Winterspielen 2022 übernahm sie im August 2021 die Leitung des Laufprogramms im Craftsbury Outdoor Center.

## Sportliche Karriere

### Anfänge, Wechsel zum Biathlon und Weltcupdebüt (bis 2012)
Während ihrer Studienzeit auf dem Dartmouth College war Dunklee zunächst im Skilanglauf und in der Leichtathletik aktiv. In der Leichtathletik betrieb sie Siebenkampf und verpasste hier einmal knapp die Teilnahme an den US-Meisterschaften. Erfolgreicher war sie beim Skilanglauf, wo sie für das Dartmouth ski team antrat. 2002 bestritt sie ihre ersten FIS-Rennen, im Januar 2004 nahm sie an ihren ersten US-Meisterschaften teil, ohne vordere Platzierungen zu erzielen. Im Dezember des Jahres erreichte sie bei NorAm-Cup-Rennen in Presque Isle erstmals Podestplätze. Zwei Monate später gewann sie in Stowe ihr einziges FIS-Rennen über 5 Kilometer im klassischen Stil. 
2008 rekrutierte der US-amerikanische Biathlonverband (United States Biathlon Association, USBA) Dunklee – die bis dahin noch nie mit einem Gewehr geschossen hatte – für ein wenige Jahre zuvor geschaffenes Entwicklungsteam, das dem Mangel an Nachwuchsathleten in der Sportart entgegenwirken sollte. 
Neben Dunklee gehörten der Mannschaft weitere ehemalige Skilangläufer wie Sara Studebaker an. Der Gruppentrainer James Upham bescheinigte Dunklee früh ein Weltklassepotential bezüglich ihrer körperlichen Voraussetzungen, das Trainerteam ließ sie aber bis 2011 in eher niederklassigen Wettbewerben antreten, wo sie sich zu einer der stärksten US-Biathletinnen entwickelte: Im Biathlon-NorAm-Cup gewann sie im März 2009 ihr erstes Rennen, belegte 2009/10 den zweiten Rang in der Gesamtwertung und wurde Nordamerikameisterin 2010 im Massenstart. Im IBU-Cup, der zweithöchsten Wettkampfserie des internationalen Biathlonsports, erreichte sie als Zehnte des Sprints von Altenberg im Januar 2011 ihr bestes Ergebnis.
Im Alter von 25 Jahren debütierte Dunklee zum Auftakt der Saison 2011/12 in Östersund im Biathlon-Weltcup. Im ersten Rennen, einem Einzel, verpasste sie als 44. um vier Plätze die Punkteränge. Zwei Tage später gewann sie als 28. in einem Sprintrennen erste Weltcuppunkte. In Antholz verbesserte sie ihre Bestleistung in einem Sprintrennen zunächst auf einen 16. Rang, bei der Weltmeisterschaft 2012 in Ruhpolding wurde sie Fünfte im Einzelrennen über 15 Kilometer und erreichte das bis dahin beste Ergebnis einer US-amerikanischen Biathletin in der WM-Geschichte. Dunklee schoss einen Fehler und hatte 7,1 Sekunden Rückstand auf die drittplatzierte Helena Ekholm. Sie beendete den Winter mit zwei weiteren Top-Ten-Platzierungen beim Saisonfinale in Chanty-Mansijsk und war als 33. die beste US-Amerikanerin der Gesamtweltcupwertung.

### Etablierung in der internationalen Spitze und WM-Medaillen (2012 bis 2022)

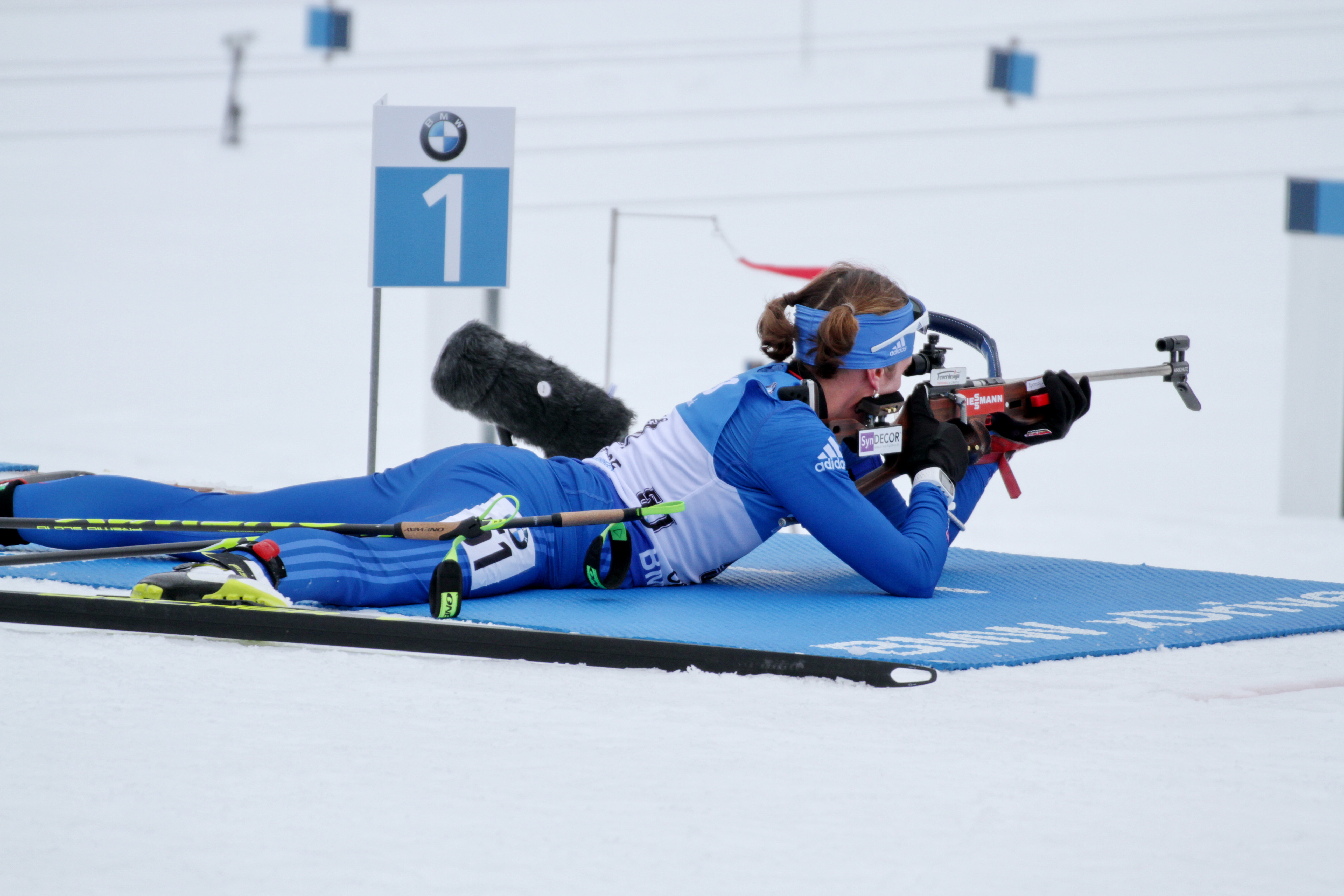
Dunklee beim Liegendschießen beim Weltcup in Oberhof im Januar 2018

Im Verlauf der 2010er Jahre etablierte sich Dunklee in der erweiterten Weltspitze. Während der Saison 2013/14 kam sie in fünf Weltcup-Einzelrennen unter die vorderen zehn Sportlerinnen. Als – Verbandsangaben zufolge – dritte US-amerikanische Biathletin (nach Anna Sonnerup und Joan Smith) erreichte sie im März 2014 am Osloer Holmenkollen das Podium eines Weltcuprennens, als sie im Sprint mit allen zehn Schüssen traf und hinter Darja Domratschawa und Tora Berger Position drei belegte. 
Dunklee zählte zudem zum US-Aufgebot für die Olympischen Winterspiele 2014 in Sotschi, bei denen sie als Startläuferin der Frauenstaffel als Vierte an Hannah Dreissigacker übergab und am Ende gemeinsam mit Sara Studebaker und Annelies Cook auf dem siebten Platz stand. Von 2014/15 bis 2016/17 reihte sich Dunklee dreimal in Folge unter den besten 20 der Weltcupgesamtwertung ein. Der zehnte Rang im Winter 2016/17 war ihr vorderstes Ergebnis in diesem Klassement. Ihre verbesserten Leistungen führte Dunklee insbesondere auf Fortschritte beim Schießen zurück: Sie sei stets eine langsame Schützin gewesen und habe am Schießstand bis zu 15 Sekunden verloren. Mit einem auf sie zugeschnittenen Schießtraining sei sie aber deutlich schneller geworden; 2017 zählte sie zu den schnellsten Schützinnen des Weltcupfeldes.
Zwischen 2014 und 2020 stand Dunklee in sechs Weltcuprennen auf dem Podest: dreimal auf dem zweiten und dreimal auf dem dritten Rang. Zwei ihrer Top-Ergebnisse erzielte sie bei Weltmeisterschaften: Sowohl 2017 im Massenstart als auch 2020 im Sprint gewann sie die WM-Silbermedaille. Dunklee wurde damit die erste US-Amerikanerin, die bei Weltmeisterschaften eine Einzelmedaille gewinnen konnte und nach der Kanadierin Myriam Bédard die zweite Nordamerikanerin mit Edelmetall in einem Einzelbewerb. Bei dem WM-Massenstart 2017 führte Dunklee mit fehlerfreiem Schießen das Rennen auf der letzten Runde an und wurde lediglich von Laura Dahlmeier überholt, 2020 unterlag sie – erneut ohne Fehlschuss – nur Marte Olsbu Røiseland um 6,8 Sekunden.
Am 12. März 2017 wurde Dunklee gemeinsam mit Lowell Bailey in der Single-Mixed-Staffel im finnischen Kontiolahti Zweite, es war das erste Podium in einem Staffelrennen für eine US-amerikanische Mannschaft seit dem Biathlon-Weltcup 1993/94, als die Damenstaffel mit Beth Coats, Joan Miller Smith, Laura Tavares und Ntala Skinner beim Weltcup im kanadischen Canmore den zweiten Platz belegte. Die letzte und einzige Podiumsplatzierung für eine Herrenstaffel war im Januar 1988 ein dritter Platz beim Weltcup in Ruhpolding. Bei den Offenen Europameisterschaften 2018 gewannen Dunklee und Bailey die Bronzemedaille in der Single-Mixed-Staffel. Nach Baileys Rücktritt 2018 wurde Sean Doherty Dunklees regelmäßiger Single-Mixed-Partner. Das Duo erreichte im März 2021 im Weltcuprennen von Nové Město Rang drei.
Am Ende der Saison 2021/22 beendete Dunklee – wie auch ihre Teamkollegin Clare Egan – ihre aktive Laufbahn als Biathletin. Sie begründete ihren zu Beginn des Winters angekündigten Rücktritt unter anderem damit, dass ihr Körper mit 35 Jahren nicht mehr so schnell wie früher nach langen Trainingseinheiten regeneriere und ihre Motivation leicht nachgelassen habe.

## Statistik

### Biathlon-Weltcup-Platzierungen
Die Tabelle zeigt alle Platzierungen (je nach Austragungsjahr einschließlich Olympische Spiele und Weltmeisterschaften).
- 1.–3. Platz: Anzahl der Podiumsplatzierungen
- Top 10: Anzahl der Platzierungen unter den ersten zehn (einschließlich Podium)
- Punkteränge: Anzahl der Platzierungen innerhalb der Punkteränge (einschließlich Podium und Top 10)
- Starts: Anzahl gelaufener Rennen in der jeweiligen Disziplin
- Staffel: inklusive Mixed- und Single-Mixed-Staffeln

| Platzierung         | Einzel | Sprint | Verfolgung | Massenstart | Staffel | Gesamt |
| ------------------- | ------ | ------ | ---------- | ----------- | ------- | ------ |
| 1. Platz            |        |        |            |             |         |        |
| 2. Platz            |        | 2      |            | 1           | 1       | 4      |
| 3. Platz            |        | 2      | 1          |             | 1       | 4      |
| Top 10              | 3      | 18     | 15         | 3           | 25      | 64     |
| Punkteränge         | 13     | 59     | 48         | 23          | 73      | 216    |
| Starts              | 28     | 97     | 60         | 23          | 73      | 281    |
| Stand: Karriereende |        |        |            |             |         |        |

### Weltmeisterschaften
Ergebnisse bei Biathlon-Weltmeisterschaften
| Weltmeisterschaft | Weltmeisterschaft | Einzel | Sprint | Verfolgung | Massenstart | Staffel | Mixedstaffel | Single-Mixedstaffel |
| Jahr              | Ort               | Einzel | Sprint | Verfolgung | Massenstart | Staffel | Mixedstaffel | Single-Mixedstaffel |
| ----------------- | ----------------- | ------ | ------ | ---------- | ----------- | ------- | ------------ | ------------------- |
| 2012              | Ruhpolding        | 5.     | 55.    | 36.        | 16.         | 11.     | 12.          |                     |
| 2013              | Nové Město        | 15.    | 49.    | 47.        | –           | 11.     | 8.           |                     |
| 2015              | Kontiolahti       | 12.    | 42.    | 34.        | 20.         | 12.     | 8.           |                     |
| 2016              | Oslo              | 18.    | 8.     | 10.        | 11.         | 13.     | 10.          |                     |
| 2017              | Hochfilzen        | 6.     | 29.    | 22.        | 2.          | 14.     | 16.          |                     |
| 2019              | Östersund         | 30.    | 57.    | 24.        | –           | 9.      | 19.          | 13.                 |
| 2020              | Antholz           | 55.    | 2.     | 36.        | 27.         | 15.     | 13.          | 11.                 |
| 2021              | Pokljuka          | 77.    | 18.    | 27.        | 25.         | 13.     | –            | –                   |

### Olympische Winterspiele
Ergebnisse bei Olympischen Winterspielen:
| Olympische Winterspiele | Olympische Winterspiele | Einzel | Sprint | Verfolgung | Massenstart | Staffel | Mixedstaffel |
| Jahr                    | Ort                     | Einzel | Sprint | Verfolgung | Massenstart | Staffel | Mixedstaffel |
| ----------------------- | ----------------------- | ------ | ------ | ---------- | ----------- | ------- | ------------ |
| 2014                    | Sotschi                 | 34.    | 14.    | 18.        | 11.         | 7.      | 8.           |
| 2018                    | Pyeongchang             | 19.    | 66.    | –          | –           | 13.     | 15.          |
| 2022                    | Peking                  | 63.    | 27.    | 40.        | 11.         | 7.      | –            |